# Templo funerario de Hatshepsut
El templo funerario de Hatshepsut, conocido como Djeser-Djeseru («el sublime de los sublimes») se encuentra en el complejo de Deir el Bahari, sobre la franja occidental del río Nilo, cerca del Valle de los Reyes, en Egipto. Este templo funerario fue construido en honor a Amon-Ra, el Dios del Sol, y está ubicado junto al templo funerario de Mentuhotep II. Es considerado "uno de los monumentos incomparables del Antiguo Egipto".

## Arquitectura
El canciller, arquitecto real y posible amante de Hatshepsut, Senemut, vigiló la construcción y probablemente diseñó el templo. Aunque el templo funerario adyacente de Mentuhotep se utilizó como modelo, las dos estructuras difieren en muchas de sus características. El templo de Hatshepsut posee tres terrazas con columnatas de gran tamaño que lo diferencia de la estructura centralizada del modelo de Mentuhotep, una anomalía que pudo haber sido causada por la ubicación descentralizada de su cámara funeraria.
Las terrazas escalonadas alcanzan los treinta metros de altura. Cada nivel está conformado por columnatas de pilares de caliza de sección cuadrada, precedidos por estatuas osiríacas. La capilla de Anubis, en la zona nordeste del templo, posee columnas de sección poligonal, de estilo protodórico. Estas terrazas están conectadas por una gran rampa central, que en la antigüedad estaba flanqueada por jardines de plantas exóticas traídas del Punt, tales como árboles de incienso y mirra. La capilla de Hathor, en la zona sudeste del templo, tiene pilares con capiteles hatóricos.
La forma escalonada del de Hatshepsut se corresponde con la clásica forma tebana, con elementos arquitectónicos tales como pilonos, tribunales de justicia, salas hipóstilas, patios al aire libre, capillas y santuarios.

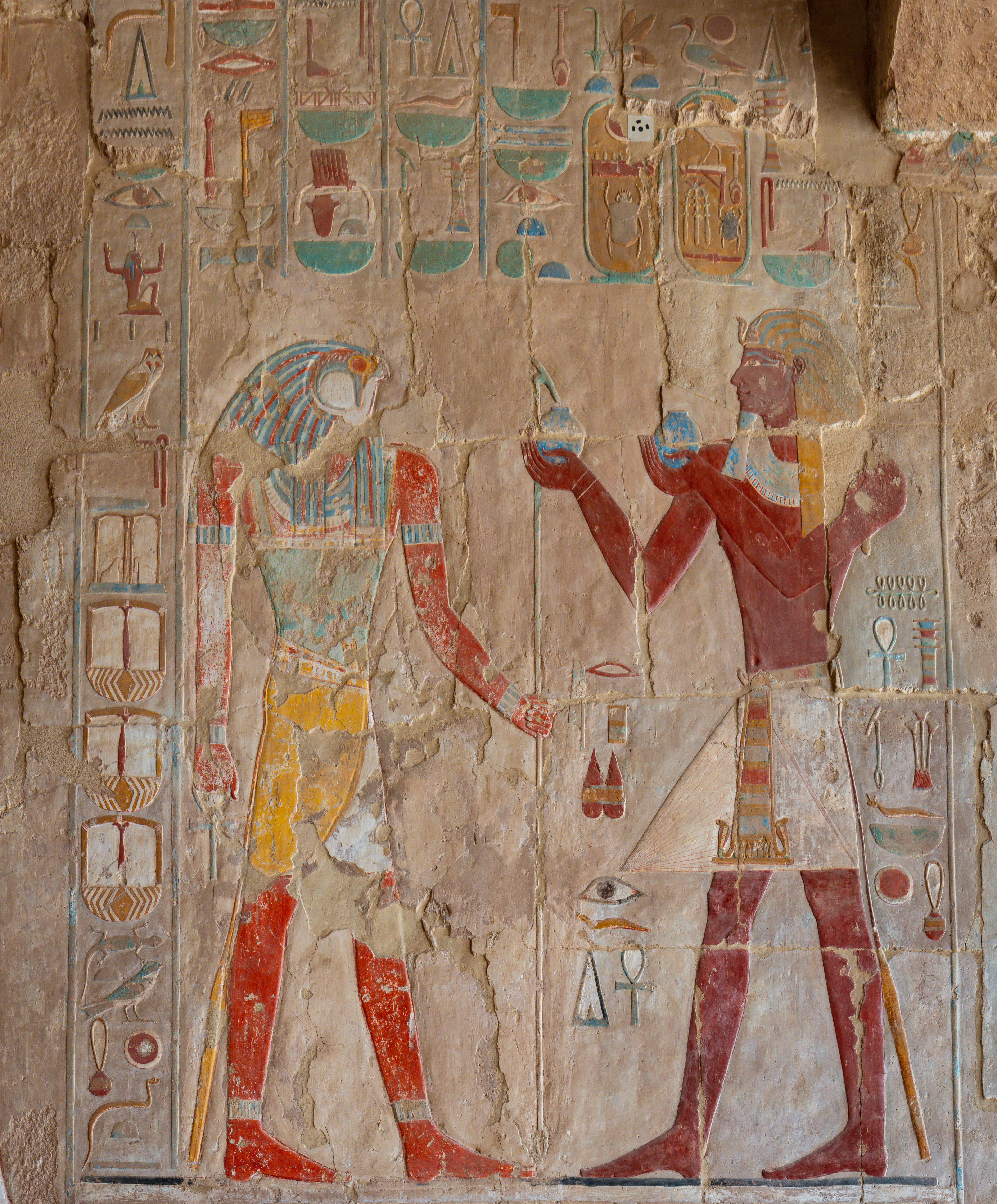
Relieve del templo mostrando al faraón Tutmosis III oferente ante Sokaris.

## Los relieves del templo
Los relieves del templo de Hatshepsut narran la historia del nacimiento divino de la reina-faraón Hatshepsut, la primera de su tipo. El texto y el ciclo pictórico relatan también una expedición al Punt, un país exótico en las costas del mar Rojo, en la actual Eritrea, de donde los egipcios traían productos de lujo como incienso, mirra, pieles de leopardo y plumas de avestruz. Aunque las estatuas y los demás detalles ornamentales fueron robados o destruidos a lo largo de los años,en su época, el templo albergaba estatuas de Osiris, esfinges y numerosas esculturas de Hatshepsut en diferentes posiciones: de pie, sentada o arrodillada. Varios de estos retratos fueron destruidos por órdenes de su hijastro Tutmosis III después del fallecimiento de la soberana.

## Excavaciones arqueológicas

### Primeras excavaciones
El yacimiento fue mencionado por viajeros ya durante la primera mitad del siglo XVIII. En un primer momento, únicamente se notificó el santuario copto en 1737. Casi un siglo más tarde, los investigadores aceptaron la denominación de Deir el-Bahari, introducida por John Gardner Wilkinson. Las primeras excavaciones en el templo fueron realizadas por Auguste Mariette, el fundador del Servicio de Antigüedades Egipcias. Más tarde, los trabajos continuaron debido a una expedición británica organizada por la Egypt Exploration Society y dirigida por Édouard Naville, así como otra investigación del Metropolitan Museum of Art, liderada por Herbert E. Winlock.

### Misión arqueológica y de conservación polaco-egipcia
La misión arqueológica y de conservación polaco-egipcia en el templo de Hatshepsut en Deir el-Bahari fue establecida en 1961 por el profesor Kazimierz Michałowski, quien también fue nombrado su primer director. Desde entonces, arqueólogos, conservadores, arquitectos y otros especialistas han trabajado bajo los auspicios del Centro Polaco de Arqueología Mediterránea de la Universidad de Varsovia (PCMA UW), y en cooperación con el Ministerio de Antigüedades de Egipto, con el objetivo de documentar y reconstruir el templo.
Los especialistas polacos albergan la tarea de estudiar y restaurar los tres niveles del templo. Durante los trabajos en la Terraza Superior, se descubrieron tumbas de miembros de las familias reales desde la Dinastía XXII (945 a. C.) hasta la Dinastía XXVI (525 a. C.). La necrópolis fue construida tras la destrucción de la terraza por un terremoto. La expedición arqueológica y de conservación reconstruyó casi la totalidad de la Terraza Superior, incluyendo las nueve esculturas de Hatshepsut representada como Osiris, las denominadas Osiriacas.
El templo ha sido abierto a los turistas de manera progresiva. Desde el año 2000, se puede visitar el patio superior festivo, el denominado Pórtico de Coronación y la plataforma de la rampa superior. En 2015 se abrió al público el complejo al culto solar, mientras que en 2017 hizo lo mismo el santuario principal de Amón-Ra. Desde 2020 el proyecto está dirigido por Patryk Chudzik.

## Alineación astronómica
El eje principal del templo tiene un acimut de, aproximadamente, 116½ °, alineándose con el orto solar durante el solsticio de invierno, una efeméride astronómica que actualmente ocurre hacia el 21 o 22 de diciembre de cada año. La luz solar se adentra en las capillas excavadas en el interior de la montaña tebana. Además, un sistema de cajas de luz permite que se ilumine, sucesivamente, una representación del dios Amón-Ra, en segundo lugar, una figura arrodillada del faraón Tutmosis III y, finalmente, la imagen del dios del Nilo, Hapi. A mayores, 41 días antes y 41 días después del solsticio de invierno, una segunda caja de luz permite que la luz solar se interne hasta la cámara más profunda, ampliada y renovada en la época ptolemaica, en la que existe constancia de un culto a personajes históricos deificados, como Imhotep, el arquitecto responsable de la construcción de la Pirámide escalonada de Zoser, y Amenhotep (hijo de Hapu), el supervisor de las obras del faraón Amenofis III.
La alineación solsticial estaría relacionada con el solapamiento, en esa fecha, del sol con la constelación egipcia del carnero con el sol, sincretizados bajo la figura de Amón-Ra, el padre celestial de Hatshepsut: se trataría, entonces, de la manifestación física de la teogamia. Nueve meses después, en el equinoccio de otoño, la Fiesta de Opet marcaría el nacimiento faraónico. En cuanto a la alineación de primeros de febrero, reflejaría el momento en que Amón-Ra pronunció el oráculo que valió para entronizar a Hatshepsut como reina-faraón.

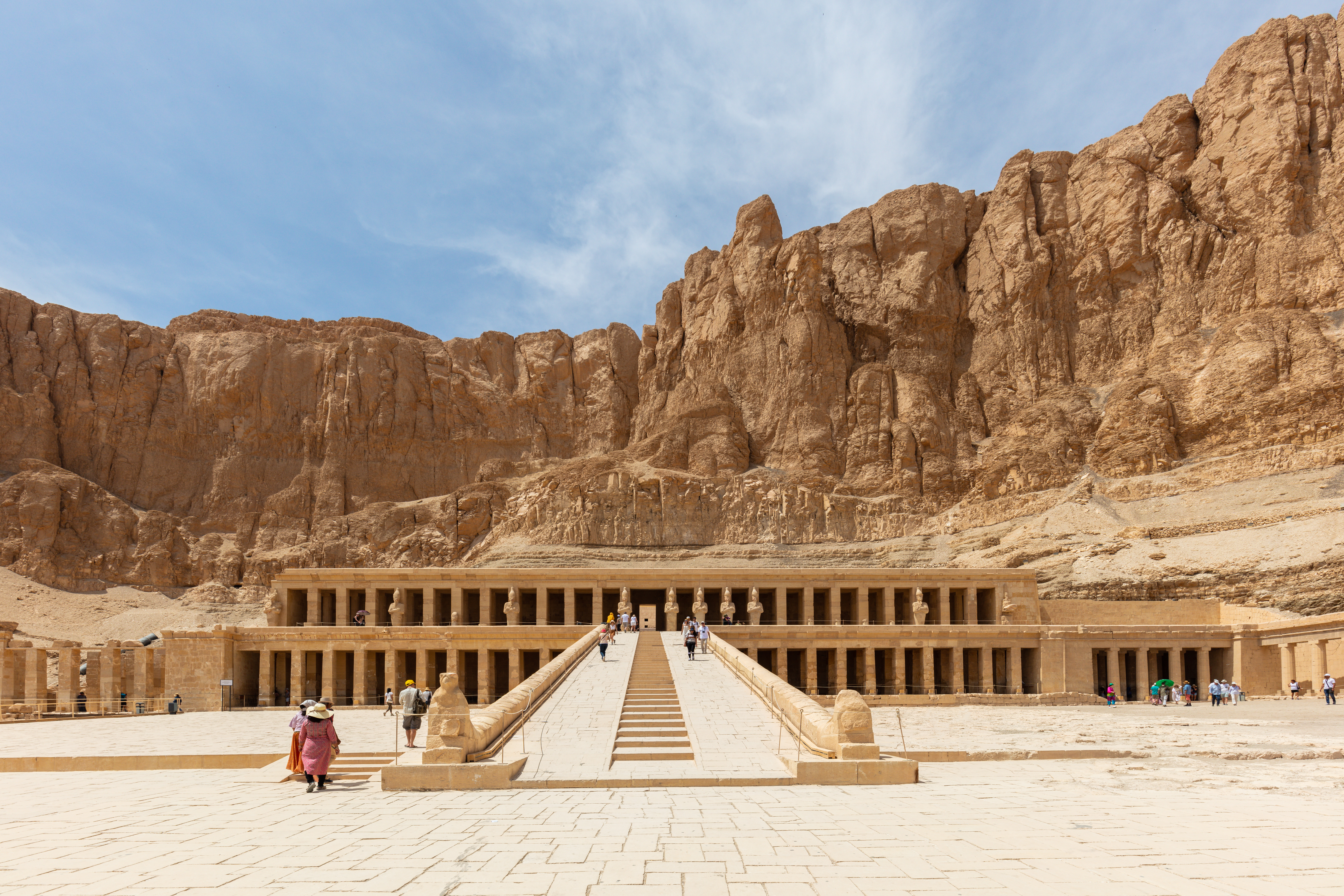
Templo de Hatshepsut, enmarcado por los acantilados.

## Influencia histórica
El templo de Hatshepsut es considerado el monumento egipcio cuyo estilo se acerca más al de la arquitectura clásica. Obra representativa de la arquitectura funeraria del Imperio Nuevo, que hace hincapié en la imagen magnificada del faraón erigiendo santuarios para honrar a los dioses con los que convivirá después de la muerte.
La arquitectura del templo original ha sido alterada de manera considerable como resultado de una reconstrucción defectuosa a principios del siglo XX.

## Galería de imágenes

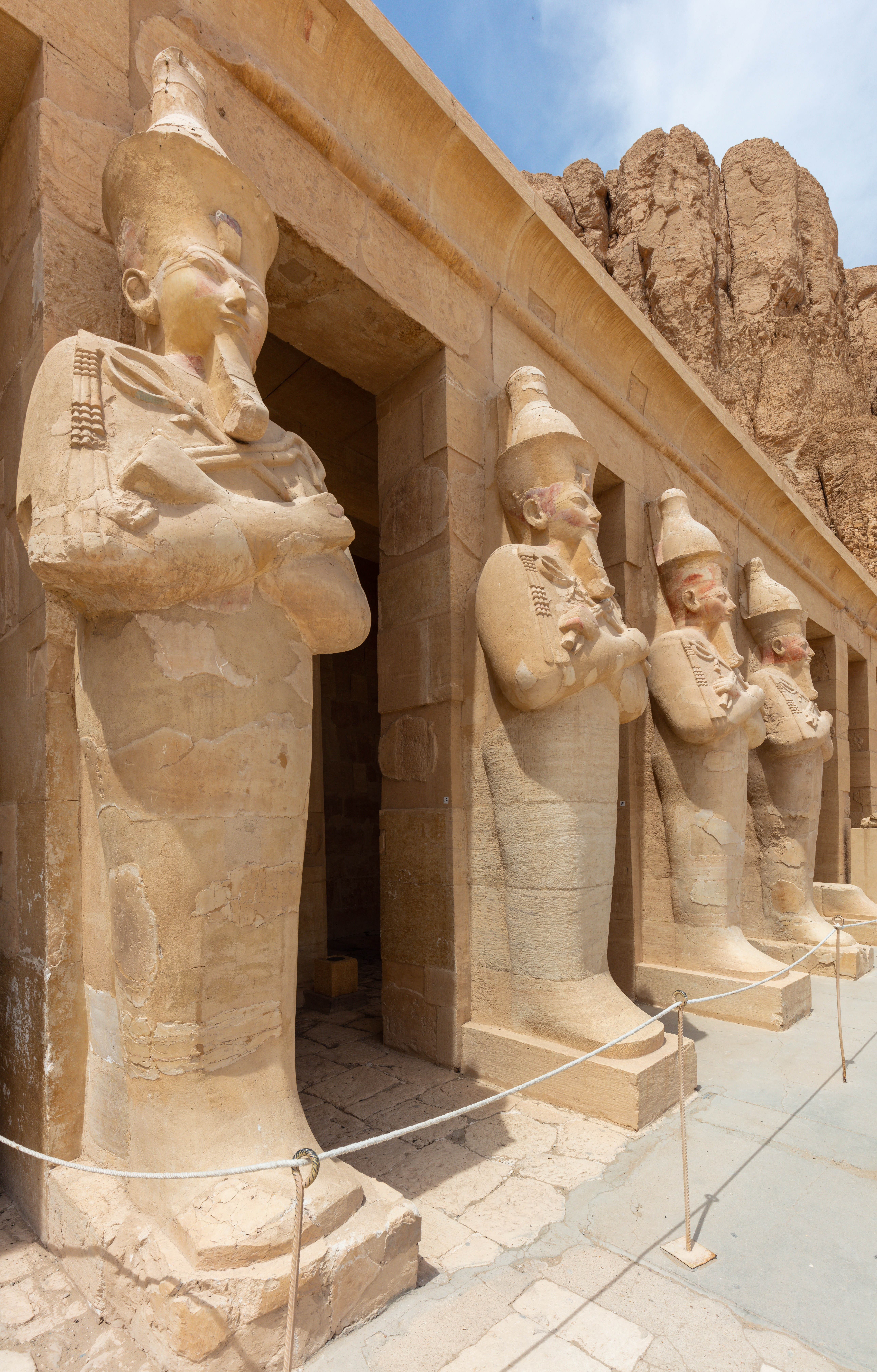
Columnata de pilares osiriacos, situados en las terrazas del templo.
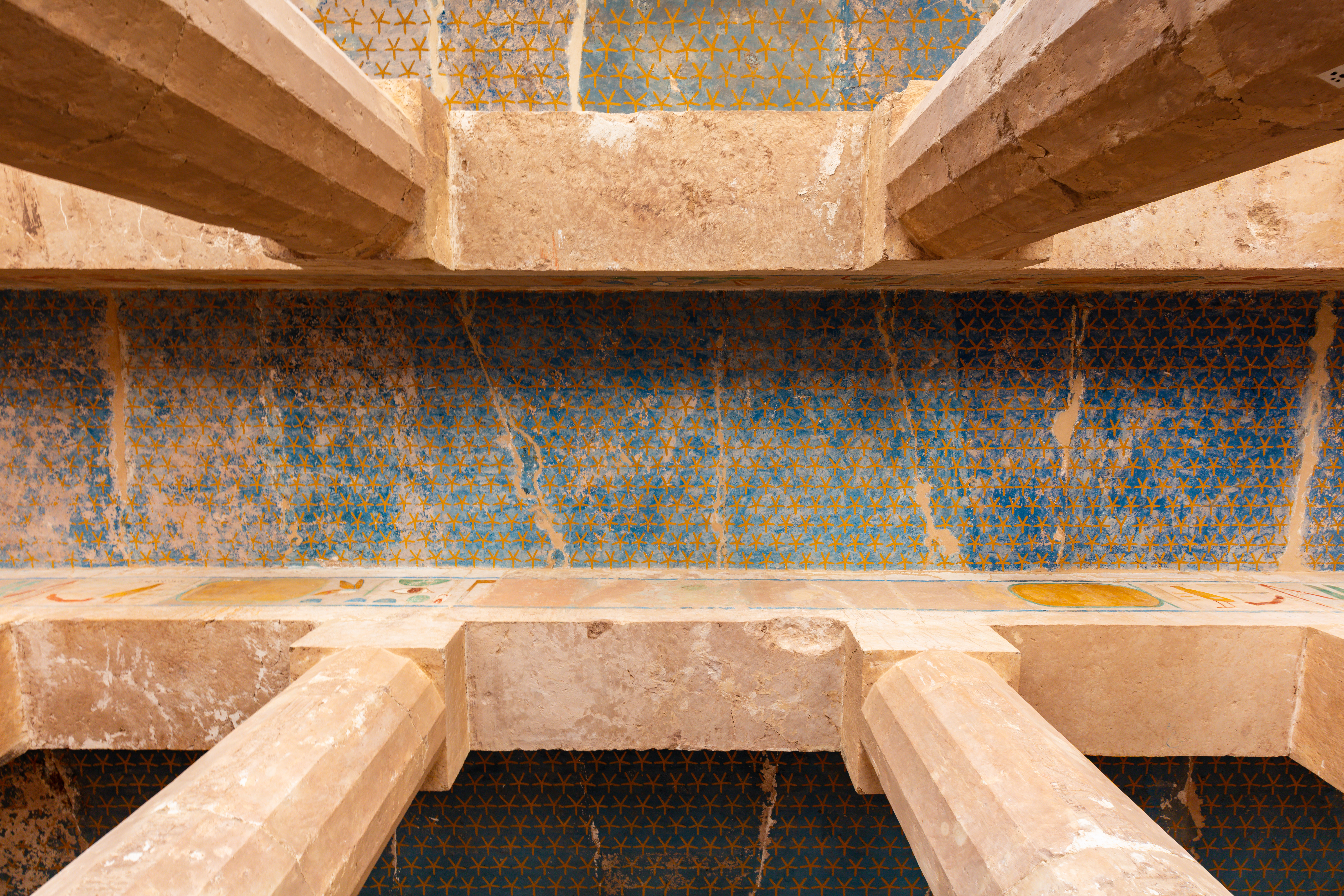
Capilla de Anubis, con columnas llamadas protodóricas, por su semejanza a las utilizadas en Grecia un milenio después.
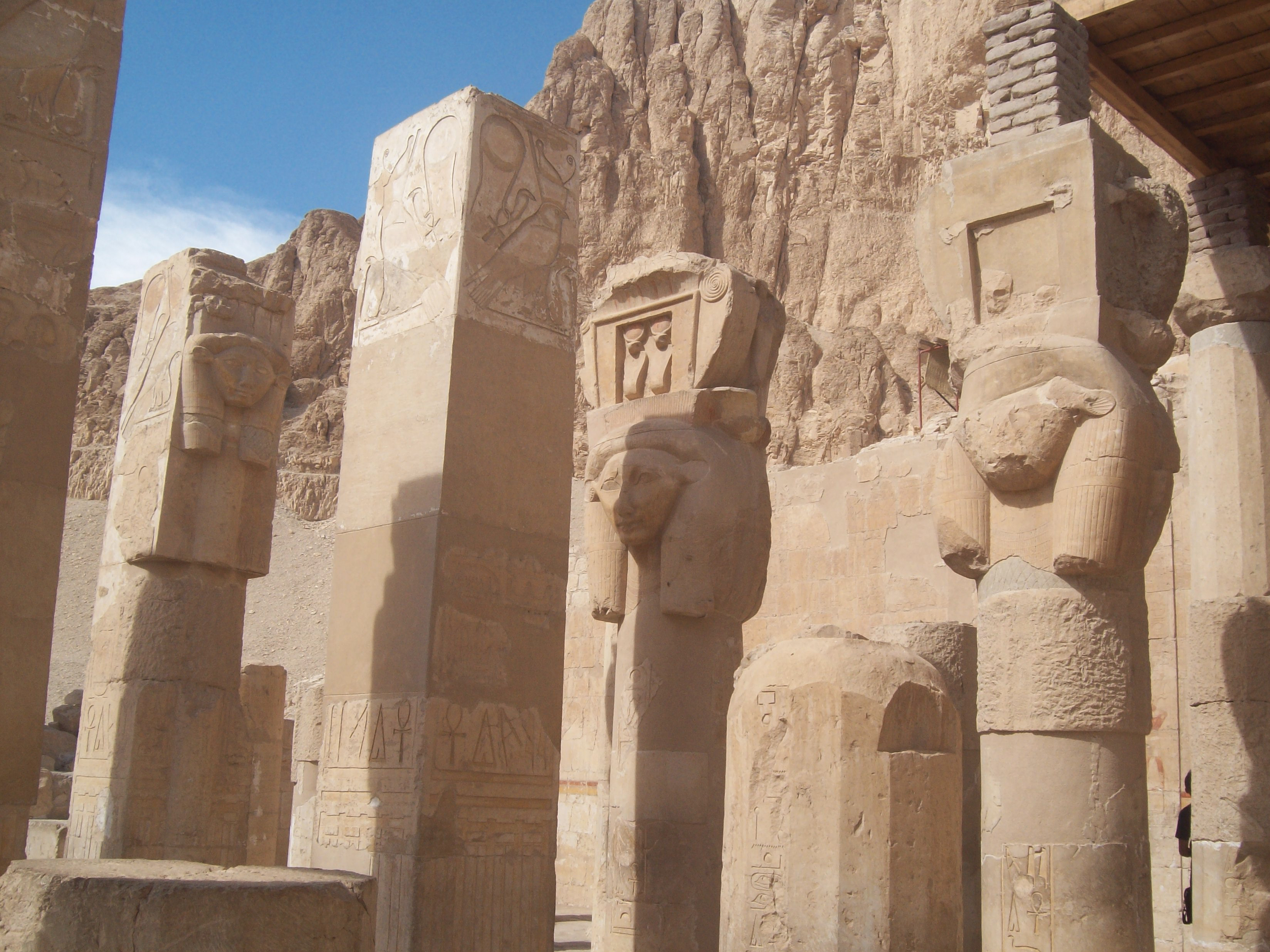
Capilla de Hathor, con pilares hathóricos.
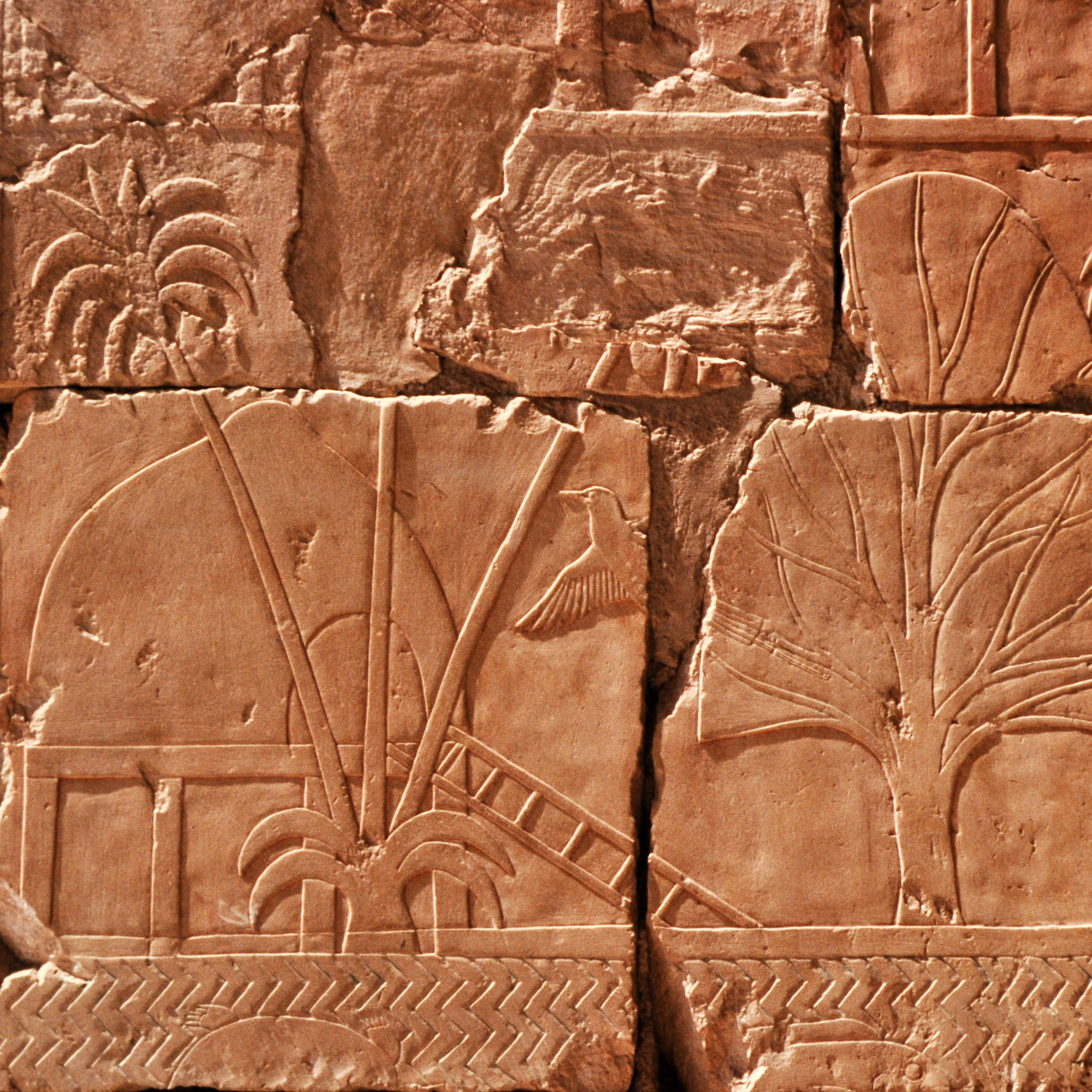
Relieves describiendo la expedición a Punt.

## Masacre de Luxor
El templo fue el epicentro de la masacre de Luxor, en la que fallecieron sesenta y dos personas, en su mayoría turistas, asesinados por extremistas islámicos el 17 de noviembre de 1997.